# RAIN RFID
RAIN RFID – standard komunikacji radiowej ultra wysokiej częstotliwości (UHF) dalekiego zasięgu bazujący na technologii RFID pasywnej oraz wykorzystujący chmurę obliczeniową do przetwarzania i udostępniania danych.
Standard jest rozwijany przez organizację RAIN Alliance i wykorzystuje protokół GS1 UHF Gen2, zgodnie z wytycznymi normy ISO 18000-63.

## Infrastruktura
RAIN RFID wykorzystuje elementy typowe dla innych standardów RFID, ale wzbogaca całą infrastrukturę o chmurę obliczeniową, w której system przetwarza i przechowuje dane, z możliwością ich udostępnienia za pomocą internetu.
Do typowej infrastruktury RAIN RFID należą:
- pasywne transpondery RFID umieszczane na obiektach,
- czytniki danych,
- oprogramowanie przetwarzające odczytywane dane,
- chmura, w której przechowywane są dane w celu łatwego ich udostępniania.

## Cele rozwoju standardu RAIN
Organizacja RAIN Alliance rozwija standard RAIN przede wszystkim z trzech głównych powodów:
- aby ułatwić dostęp do technologii RFID w celach biznesowych i gospodarczych,
- aby obniżyć koszty jej stosowania oraz
- aby umożliwić włączanie do Internetu Rzeczy obiektów nieposiadających własnego źródła zasilania, celem efektywnego ich wykorzystania.

## Zastosowanie
Standard RAIN jest stosowany głównie w kilku obszarach, do których należą:
- lotnictwo,
- transport drogowy,
- produkcja przemysłowa,
- sprzedaż detaliczna,
- ochrona zdrowia,
- rozwój Internetu Rzeczy.